# Њижни Клатов
Њижни Клатов (слч. Nižný Klátov) насељено је мјесто са административним статусом сеоске општине (слч. obec) у округу Кошице-околина, у Кошичком крају, Словачка Република.

## Становништво
| Година:    | 1994. | 2004.   | 2014.    | 2024.    |
| ---------- | ----- | ------- | -------- | -------- |
| Број људи: | 589   | 636     | 780      | 941      |
| Разлика:   |       | +7,97 % | +22,64 % | +20,64 % |

| Година:    | 2023. | 2024.   |
| ---------- | ----- | ------- |
| Број људи: | 914   | 941     |
| Разлика:   |       | +2,95 % |

Према подацима о броју становника из 2011. године насеље је имало 742 становника.